# 山本佐和子
山本佐和子（日语：／ Yamamoto Sawako，？—2020年5月），日本女性動畫師。
於AnimeR第2工作室工作後，她跟村中博美等人轉到Studio MU。在Studio MU，她培養了西田亞沙子等新人，後者後來成為自由工作者。迄今為止，她已負責多部作品的原畫、作畫監督、人物設定。此外，身為也會畫機械的動畫師，她也擔任《餓沙羅鬼》的機械作畫監督。
她已在2020年5月去世。

## 參加作品

### 電視動畫
1983年
- 銀河漂流華爾分（—1984年，原畫）

1985年
- 蒼之流星SPT雷茲納（—1986年，原畫）

1986年
- 光之傳說（原畫）

1987年
- 城市獵人（—1988年，原畫）

1990年
- 勇者凱撒（—1991年，作畫監督）
- 神通小精靈（—1992年，作畫監督）

1991年
- 太陽勇者火鳥（—1992年，作畫監督）

1992年
- 小巫仙（—1993年，原畫）

1994年
- 勇者警察傑德卡（—1995年，作畫監督）

1996年
- YAT安心！宇宙旅行（日语：YAT安心!宇宙旅行）（—1998年，作畫監督）

1997年
- EAT-MAN（日语：EAT-MAN）（原畫）
- 尼克斯特戰記EHRGEIZ（日语：ネクスト戦記EHRGEIZ）（原畫）

1998年
- 吸血姬美夕（作畫監督）
- 餓沙羅鬼（—1999年，機械作畫監督、原畫）

1999年
- 仙界傳 封神演義（作畫監督）
- 魔法使俱樂部（作畫監督）
- 此時此刻的我（—2000年，原畫）

2000年
- 破壊魔定光（原畫）
- 風雲爆彈娘（作畫監督）

2001年
- 人造人009 THE CYBORG SOLDIER（—2002年，原畫）

2002年
- 妹妹公主 RePure（作畫監督）

2003年
- 初音島（作畫監督）
- 鋼之鍊金術師（—2004年，作畫監督）

2004年
- 殺戮都市（作畫監督）
- 女孩萬歲 first season（OP原畫）
- 次元艦隊（—2005年，原畫）

2005年
- 極樂天師!!（作畫監督）
- 極限女孩（作畫監督）
- 草莓100%（原畫）
- 美少女學園（作畫監督）
- JINKI:EXTEND（機械作畫監督）
- 雙戀 Alternative（作畫監督）
- 魔法老師！（作畫監督、原畫）
- 魔界女王候補生（—2006年，作畫監督、原畫）
- SoltyRei（—2006年，作畫監督）
- CLUSTER EDGE（—2006年，作畫監督）
- 地獄少女（—2006年，作畫監督）

2006年
- 鍵姬物語 永久愛麗絲輪舞曲（日语：鍵姫物語 永久アリス輪舞曲）（作畫監督）
- 極樂天師!! 喝!!（作畫監督）
- 南瓜剪刀（—2007年，作畫監督）

2008年
- 純情羅曼史系列（作畫監督、OP原畫）
- BLUE DRAGON 天界的七龍（作畫監督）
- S·A特優生 ～Special A～（作畫監督）
- 純情羅曼史2（作畫監督、OP原畫）

2009年
- 潘朵拉之心（OP原畫）
- 天國少女（作畫監督）
- 森林大帝 -勇氣能改變未來-（原畫）
- 學生會的一存（作畫監督）

2010年
- 傳說的勇者的傳說（作畫監督）
- 超級機器人大戰OG -The Inspector-（機械作畫監督）

2011年
- 我們没有翅膀（原畫）
- 世界一初戀（作畫監督）
- 咚隆隆炎魔君 熊～熊燃燒（作畫監督）
- 世界一初戀2（作畫監督）

2012年
- 白熊咖啡廳（作畫監督）
- 緋色的碎片（作畫監督）
- 窮神（OP原畫）
- 美少女死神 還我H之魂！（主要動畫師、動畫特效作監）
- 聖靈家族 -La storia della Arcana Famiglia-（作畫監督）
- 閃電十一人GO 時空之石（原畫）
- 只要妳說妳愛我。（作畫監督）

2015年
- 小松先生（作畫監督）

2018年
- 25歲的女高中生（人物設定、總作畫監督）

### 電影動畫
1992年
- 亞普菲蘭特（原畫）

1995年
- 魯邦三世：去死吧！諾斯特拉達穆斯（日语：ルパン三世 くたばれ!ノストラダムス）（原畫）

1996年
- 魯邦三世 DEAD OR ALIVE（日语：ルパン三世 DEAD OR ALIVE）（原畫）
- 劇場版 咕嚕咕嚕魔法陣（原畫）
- 廁所裡的花子（原畫）

1997年
- 魔法學園露娜！青龍的秘密 -Supoko魔法作戰-（日语：LUNAR#アニメ映画）（原畫）

2000年
- 劇場版 數碼寶貝大冒險02：超惡魔獸的逆襲（原畫）

2004年
- 蒸汽男孩（原畫）

2006年
- 哆啦A夢：新·大雄的恐龍（原畫）

2008年
- 哆啦A夢：大雄與綠之巨人傳（原畫）

2012年
- 劇場版 光之美少女 All Stars New Stage：未來的朋友（原畫）

2014年
- 劇場版 Happiness Charge 光之美少女！人偶之國的芭蕾舞女（原畫）

### OVA
1985年
- 夢幻獵人麗夢（日语：ドリームハンター麗夢）（原畫）

1986年
- 閃耀之心 到達不了銀河系（日语：トゥインクルハート 銀河系までとどかない）（人物設定、作畫監督）

1991年
- 機動戰士鋼彈0083：星塵回憶（—1992年，原畫）

1992年
- 東京巴比倫（原畫）
- 潮與虎（—1993年，原畫）

1996年
- Ninja者（日语：Ninja者）（原畫）

1997年
- 新機動戰記鋼彈W 無盡的華爾茲（原畫）
- 沉默的艦隊（原畫）

1999年
- 倒凶十將傳（日语：倒凶十将伝）（人物設定、作畫監督）

2001年
- KIZUNA -絆- 虛驚一場的誤會（日语：KIZUNA#KIZUNA -絆- KIZUNA -絆- 恋のから騒ぎ）（人物設定、作畫監督、原畫）

2002年
- 夜晚來了！（日语：夜が来る!）（—2003年，人物設定、作畫監督）
- Happy World！（日语：Happy World!）（—2003年，OP原畫）

2003年
- 遙遠時空2 ～白龍之神子～（日语：遙かなる時空の中で2-白き龍の神子-）（原畫）

2004年
- （原畫）

2007年
- 欠金情人（人物設定、作畫監督）

2009年
- 超昂閃忍遙（人物設定、作畫監督）
- DOGS/BULLETS&CARNAGE（日语：DOGS/BULLETS&CARNAGE）（原畫）

2015年
- （作畫監督[1][2]）

## 相關項目
- 日本動畫師列表（日语：アニメ関係者一覧）
- AnimeR（日语：アニメアール）
- STUDIO MU（日语：スタジオ・ムー）
- 村中博美（日语：村中博美）
- 西田亞沙子